# Cyril Mango
Cyril Mango (Istanbul, 14 aprile 1928 – Oxford, 8 febbraio 2021) è stato un bizantinista e archeologo britannico specializzato in storia, arte e architettura.
Fu professore di letteratura bizantina e greco moderno a Oxford.
Le attività in campo  archeologico e accademico di Cyril Mango (scavi, pubblicazioni, traduzioni, conferenze) sulla cultura bizantina sono state immense.

## Pubblicazioni principali
- I mosaici di Santa Sofia ad Istanbul (1962)
- Architettura Bizantina, Milano, 1977 ISBN 9788843569984
- Byzantium. The Empire of  New Rome, New York, Charles Scribner's Sohns, 1980, ISBN 0-684-16768-9. Edizioni italiane, La civiltà bizantina, a cura di Paolo Cesaretti, Roma-Bari, GLF editori Laterza, 1998, Biblioteca universale Laterza ; 483, ISBN 88-420-5502-6; Milano, RCS Quotidiani, 2004, Storia Universale Volume 9, ISSN 1824-4580 (WC · ACNP).